# Kim Jong-gyu
Kim Jong-gyu (김종규?; Seongnam, 3 luglio 1991) è un cestista sudcoreano.

## Carriera
Con la Corea del Sud ha disputato due edizioni dei Campionati mondiali (2014, 2019) e quattro dei Campionati asiatici (2011, 2013, 2015, 2017).